# Берестовенька (річка)
Берестове́нька — річка в Україні, в межах Берестинського району Харківської області. Права притока Берестової (басейн Дніпра).

## Опис
Довжина 32 км. Площа водозбірного басейну 302 км². Похил річки 1,3 м/км. Річкова долина трапецієподібна, завширшки 2,5 км, завглибшки 50 м. Річище завширшки 5 м. Заплава місцями заболочена, поросла лучною рослинністю. Влітку часто пересихає. Споруджено Старовірівське водосховище для потреб зрошування. Вздовж берегів створюються водоохоронні смуги.

## Розташування
Берестовенька бере початок біля села Старовірівки. Тече спершу на захід, далі поступово повертає на південний захід і (частково) південь. Впадає до Берестової на схід від південної частини села Іванівське.

## Притоки
- Балка Штабська — ліва притока у Старовірівській сільській громаді, впадає у Берестовеньку на східній околиці села Старовірівка[2]
- Балка Кульбянина — права притока у Старовірівській сільській громаді, впадає у Берестовеньку на східній околиці села Старовірівка[2]